# Сивард Спрокел
Сивард Спрокел (на нидерландски: Civard Sprockel), е професионален футболист от Кюрасао (Нидерландски Антили), централен защитник.
От юни 2012 година е състезател на ПФК ЦСКА (София).
Юноша е на холандския гранд Фейенорд Ротердам, като в п ериода 2001 – 2003 е част от първия отбор. Преминава още през холандските Екселсиор и Витесе, преди през 2006 година да премине в тима от Кипър – Анортосис.
Участник на Световното първенство за юноши в Аржентина 2001 година.